# Csáó, Lizzie!
A Csáó, Lizzie! (eredeti cím: The Lizzie McGuire Movie) 2003-ban bemutatott amerikai zenés romantikus filmvígjáték, amely a Lizzie McGuire című filmsorozat alapján készült. A rendezője Jim Fall, a producere Stan Rogow, az írója Susan Estelle Jansen, a főszereplője Hilary Duff, a zeneszerzője Cliff Eidelman. A Walt Disney Pictures gyártásában készült, a Buena Vista International forgalmazásában jelent meg.
Az Amerikai Egyesült Államokban 2003. május 2-án mutatták be a mozikban.

## Ismertető
Lizzie McGuire és barátai sikeresen elvégzik az általános iskolát, és mielőtt belevágnának a nagybetűs középiskolai életbe, vakációzni mennek Rómába. Lizzie Rómába érkezve megdöbbenve fedezi fel, hogy közte és egy rendkívüli népszerűségnek örvendő olasz popduó női sztárja között megdöbbentő a hasonlóság. Olyannyira, hogy az utcán rendszeresen tőle kérnek autogramot. Amikor Isabella, az énekesnő kihullik a képből, és Paolo, a csapat jóképű férfi-tagja, Isabella egykori kedvese felfedezi, hogy van egy hasonmása az énekesnőnek, rábeszéli Lizzie-t, hogy helyettesítse Isabellát. A tini Lizzie-nek imponál a jóképű sztár és a felkérés, ezért enged a csábításnak, és lassan popsztárrá változik. Persze Lizzie váratlan karrierjéről hamarosan szülei is értesülnek és csapot-papot hátrahagyva felkerekednek ők is Olaszországba, hogy jobb belátásra térítsék kerge lányukat, akit megszédített a színpad varázsa.

## Szereplők
| Szereplő          | Színész      | Magyar hang        |
| ----------------- | ------------ | ------------------ |
| Lizzie / Isabella | Hilary Duff  | Bogdányi Titanilla |
| Gordo             | Adam Lamberg | Harsányi Bence     |
| Jo                | Hallie Todd  | Orosz Anna         |
| Paolo             | Yani Gellman | Simonyi Balázs     |